# Riu Tenasserim
El Tenasserim és un riu de Birmània al districte de Mergui, divisió de Tanintharyi.
Neix inicialment com riu Ban i corre al nord uns 110 km fins que s'uneix amb un altre rierol per formar el Gran Tenasserim que gira al sud durant 370 km entre muntanyes fins a trobar al Petit Tenasserim i llavors forma el Tenasserim, que segueix fins a desaiguar a la mar d'Andaman
El Petit Tenasserim es forma uns 50 km amunt per la unió del Thein-kwon i el Nga-won, el primer que corre en direcció nord-oest i després sud-oest per uns 80 km, i el segon amb un curs similar, fins que es troben; després s'uneix al Gran Tenasserim per formar el Tenasserim.